# Athen (Präfekturbezirk)
Der Präfekturbezirk Athen (griechisch Νομαρχία Αθηνών Nomarchia Athinon) war bis 2010 eine die vier Gebietskörperschaften der Region und Präfektur Attika, die den übrigen Präfekturen de facto gleichgestellt waren. Zuletzt bildete es zusammen mit dem Präfekturbezirk Piräus auch eine gemeinsame Präfekturverwaltung für einige Belange, eine so genannte ‚Über-Präfektur‘, die in etwa der Ausdehnung des Ballungsraums Athen-Piräus entsprach. Mit der griechischen Verwaltungsreform 2010 wurde die Ebene der Präfekturen abgeschafft und das Gebiet des Präfekturbezirks Athen wurde in vier Regionalbezirke (Ez. griechisch periferiaki enotita) gegliedert, die jedoch abgesehen von der Sitzzuteilung im Regionalrat keine eigenständige Bedeutung haben.